# Nagyikland
Nagyikland (románul: Iclandu Mare) falu Romániában, Maros megyében.

## Története
Kisikland község része. A trianoni békeszerződésig Torda-Aranyos vármegye Marosludasi járásához tartozott.

## Népessége
2002-ben 732 lakosa volt, ebből 725 román, 5 cigány és 2 magyar nemzetiségű.

## Vallások
A falu lakói közül 674-en ortodox, 9-en pünkösdista, 12-en evangéliumi keresztény, 6-an görögkatolikus, 34-en adventista hitűek és 1 fő református.